# Eupithecia subita
Eupithecia subita är en fjärilsart som beskrevs av András Vojnits 1979. Eupithecia subita ingår i släktet Eupithecia och familjen mätare. Inga underarter finns listade i Catalogue of Life.